# 石橋徳川建築設計所
石橋徳川建築設計所（いしばしとくがわけんちくせっけいしょ）は、日本のアトリエ系建築設計事務所。石橋利彦と徳川宜子の共同主宰。

## メンバー
- 石橋利彦
1947年11月28日 、愛知県生まれ。
1972年に東京理科大学大学院を修了し、同年大成建設に入社する。
1985年に石橋徳川建築設計所を設立。
1991年から東京理科大学講師、1999年から東京理科大学評議員 [1]。

- 徳川宜子
1956年11月5日、東京都生まれ。
紀州徳川家第19代当主。

## 事務所のおもな作品
- 米澤工機本社ビル（1992年）[2][3]
- 陽光会
- ケルヒャージャパン本社工場（1994年）[4]
- 御幸山の双曲（2002年）[5]
- 千葉大学工学部附属 創造工学センター（2004年）[6][7]
- I邸（2006年）[8]
- 慈眼山 成願寺（2009年）[9]

## 著書
- 『相関のディテール』住まいの図書館出版局、1995年（石橋と徳川の共著）
- 『建築家のワークスペース VectorWorks製図ガイド』エクシード・プレス、2000年（石橋と徳川の共著）